# Holcobius haleakalae
Holcobius haleakalae là một loài bọ cánh cứng thuộc chi Holcobius trong họ Ptinidae.